# Carberry

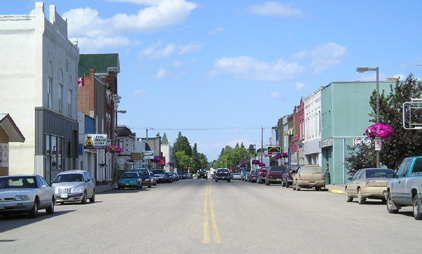
Hauptstraße von Carberry 2007

Carberry ist ein Ort im Südwesten der kanadischen Provinz Manitoba, in der auch als Aspen Parkland bezeichneten Ökoregion.
Der Ort entstand 1882, als sich vorwiegend britische Siedler an der noch im Bau befindlichen Canadian Pacific Railway (CPR) niederließen, und auf den fruchtbaren Prärieböden ihre Farmen errichteten. In diesem Jahr baute die CPR einen Bahnhof bei De Winton etwa drei Kilometer östlich, verlegte ihn aber infolge von Grundstücksspekulationen noch im gleichen Jahr auf das Gebiet des heutigen Orts.
Bis heute ist Carberry von Landwirtschaft geprägt, hinzugekommen ist Mitte des 20. Jahrhunderts die weiterverarbeitende Lebensmittelindustrie. Der größte Arbeitgeber ist seitdem ein Betrieb der Kartoffel-Verarbeitung, der seit 2004 zum weltgrößten Hersteller von Pommes frites, McCain Foods, gehört.
Am 15. Juni 2023 ereignete sich 2 km nördlich der Gemeinde der schwerste Verkehrsunfall in der jüngeren Geschichte der Provinz, als 15 Insassen eines Busses starben, weil dieser beim Kreuzen des Trans-Canada Highways No. 1 mit einem LKW kollidierte und zudem Feuer fing. Die Opfer waren ausschließlich Rentner, die sich auf einem Ausflug in ein Spielcasino im Süden der Provinz befanden.